# 구례1교 (구례군)
구례1교(求禮1橋)는 대한민국의 전라남도 구례군 문척면 죽마리를 연결하는 섬진강의 다리이다. 국도 제17호선(산업로)의 일부 구간이기도 하다.

## 같이 보기
- 섬진강
- 구례군